# Caratterizzazione del carbone
La caratterizzazione del carbone è lo studio analitico finalizzato alla determinazione della composizione chimica del carbone.
Questa è estremamente complessa ed è tuttora oggetto di studio. In generale si distinguono componenti organiche (che sono prevalenti) dette, "macerali", ed inorganiche (costituenti minori), dette "minerali".
Esistono due tipi di analisi per caratterizzare il carbone:
- analisi immediata (o approssimata)
- analisi elementare.

## Analisi immediata o approssimata
Consente di determinare umidità, ceneri, sostanze volatili e carbonio fisso secondo le seguenti metodologie:
- umidità: perdita in peso percentuale in seguito a riscaldamento a 104-110 °C prolungato fino a peso costante;
- ceneri: percentuale di peso residua dopo combustione completa;
- sostanze volatili: perdita in peso percentuale in seguito a riscaldamento del campione essiccato in assenza di aria fino a 950 °C per 7 minuti;
- carbonio fisso: si ottiene per sottrazione dal peso totale di tutti gli altri contributi.

Le grandezze sopra descritte hanno un'influenza diretta sulla combustione
| Grandezza         | Influenza su                        |
| ----------------- | ----------------------------------- |
| umidità           | potere calorifico                   |
| ceneri            | residuo incombustibile              |
| sostanze volatili | modalità di combustione e stabilità |
| carbonio fisso    | classe di appartenenza              |

## Analisi elementare
Consente di determinare il tenore in peso dei principali costituenti atomici del carbone: carbonio, idrogeno, ossigeno, zolfo e azoto.
Tale determinazione si effettua su materiale essiccato e non tiene conto delle ceneri. Viene quindi accoppiata con quella del contenuto di ceneri e di umidità.
I risultati dell'analisi elementare consentono di stimare:
- potere calorifico
- rango di carbonificazione
- quantità prodotta di alcuni degli inquinanti che si formano durante la combustione (ossidi di azoto e di zolfo).

Nella lettura dei dati di analisi occorre prestare attenzione alla base di calcolo con cui vengono forniti. Ci sono più possibilità: peso totale, base secca, base umida priva di ceneri, base secca priva di ceneri.

## Altre analisi
Sono spesso effettuate le seguenti analisi:
- distribuzione dello zolfo: minerale (FeS2, solfati) ed inorganico (20 - 80% del totale). Il contenuto di zolfo definisce il grado del carbone (S<1% basso zolfo, S=1-3% medio zolfo, S>3% alto zolfo);
- analisi del contenuto minerale (SiO2, Al2O3, Fe2O3, CaO, MgO, Na2O, K2O, BaO, TiO2, P2O5) e valutazione del comportamento a fusione delle ceneri.

Il carbone viene utilizzato anche per vulcanizzazione.